# Thovtova kniha
Thovtovy knihy jsou legendární knihy, které sepsal samotný staroegyptský bůh Thovt.
Jejich možná poloha je podle legendy schována kdesi v hrobce královského mága Neferoptaha. Knihy obsahují kouzla jak temné, tak bílé magie, tajemství jiných světů (dimenzí) a návod, jak získat nesmrtelnost. Moc a síla těchto knih je tak obrovská, že dokáže ovládat jak sílu všech živlů, tak i dokonce samotné bohy.

## Legenda
Legenda praví, že princ Ramesse Chamuaset pátral v jednom prastarém chrámu po nápisech, které zaznamenávaly kouzla, a když už chtěl odejít, zjevil se mu bůh Ra přestrojený za starce a pravil: „Pátráš beznadějně po kouzlech, které jsou proti Thovtovým bezmocná…“. Když Chamuaset zaslechl o nejmocnějších kouzlech, naléhal na starce, aby mu řekl, jak se k ním dostane. „Povím ti, kde najdeš Thovtova nejmocnější kouzla. Jsou ve knihách sepsaných Thovtovýma vlastníma rukama, které ukryl v hrobce královského mága Neferoptaha“, povídal stařec. „Za to,že jsem ti řekl toto tajemství, si přeji 100 zlatých a stříbrných nití a tvůj slib, že po mé smrti mi připravíš královský pohřeb“. Chamuaset dal svůj slib a ještě toho dne vyrazil do pouští hledat hrob Neferoptaha.
Cesta to byla dlouhá a pomalá, ale když Ra proplouval ve své loďce branou západní říše (Říše mrtvých), nalezl Chamuaset hrobku Neferoptaha. Když sestoupil do hrobky, spatřil oltář s knihou a kolem něho stál duch Neferoptaha, jeho ženy a synka. Duchové knihu střežili a proto vyzval Neferoptah Chamuaseta k senetu (hra podobná dámě). Už na začátku začínal Chamuaset prohrávat, tak uchopil knihu a utekl s ní zpět do svého království, kde jí představil svému otci a začal využívat její moc.
Po týdnu se však začala dít Chamusetovi spousta nepříjemných věcí, tak se rozhodl knihu vrátit a požádat duchy o odpuštění. Neferoptah a Thovt mu odpustili a Chamuaset se vrátil domů se štěstím a radostí pro celé království.